# 武江 (河流)

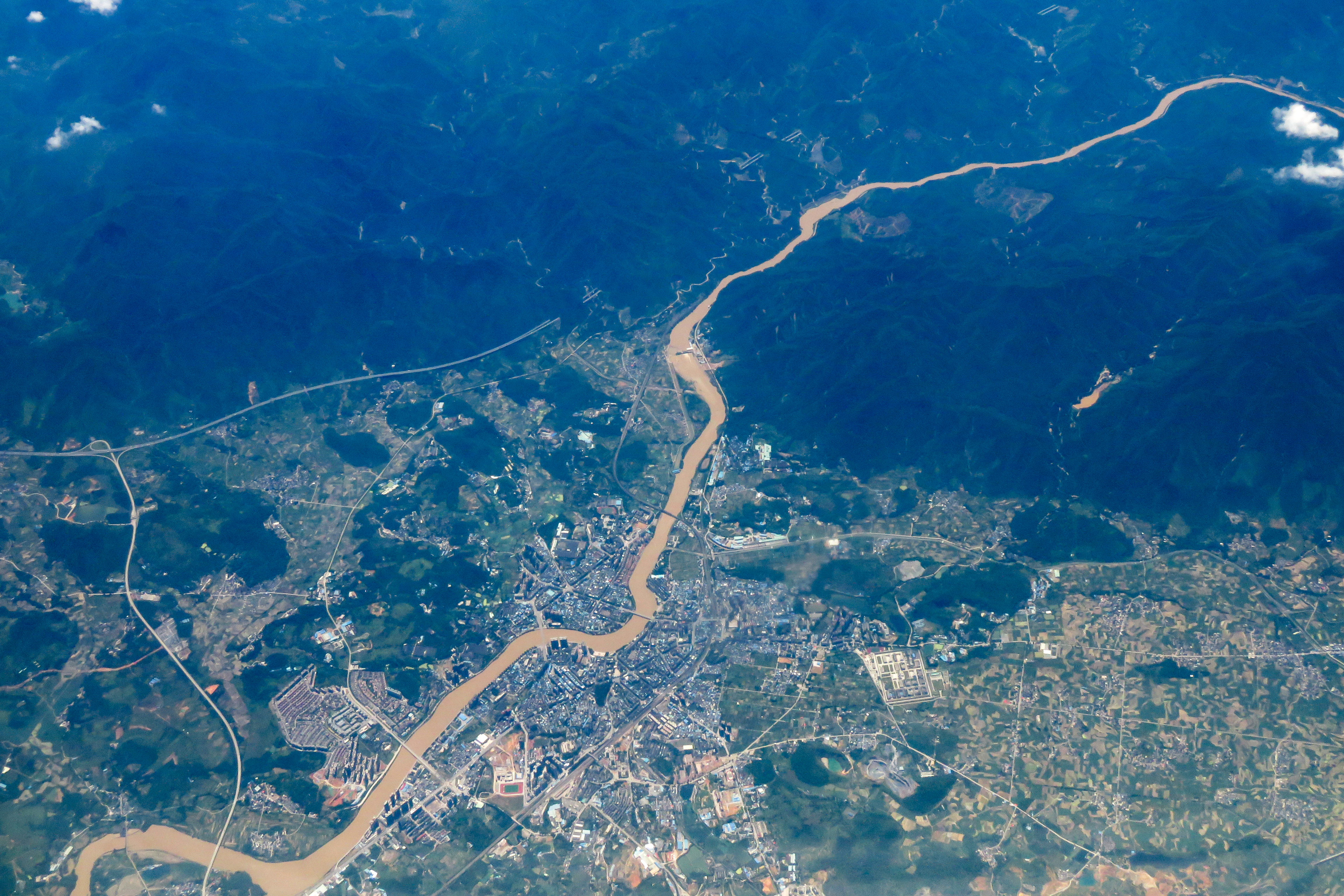
流经乐昌境内的武江

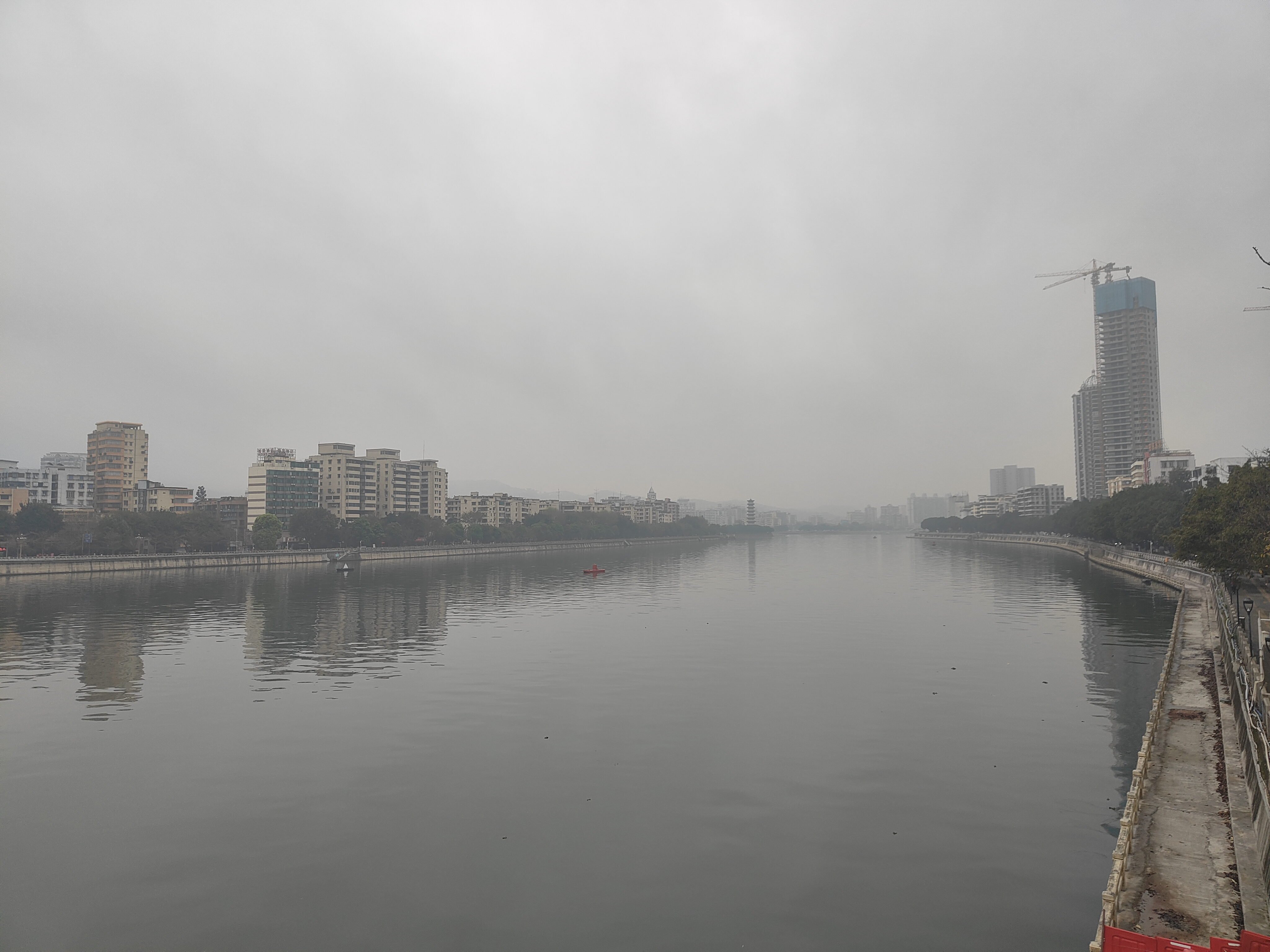
韶关市武江桥上南望武江

武江是北江的一条支流，发源于湖南省临武县三峰岭，全长为260km，集水面积为7097km，平均坡降0.91‰。流经临武县、宜章县、乐昌市，在韶关市城区与浈江汇合后称为北江。